# KEIRINグランプリ'96
KEIRINグランプリ'96（けいりんぐらんぷりきゅうじゅうろく）は1996年12月30日に立川競輪場で開催されたKEIRINグランプリである。優勝賞金6000万円（副賞込み）。
車券売上額は106億4770万8000円、入場者数は39,793人であった。

## 出場選手
| 車番 | 選手       | 登録都道府県 | 選考理由                                                                      |
| ---- | ---------- | ------------ | ----------------------------------------------------------------------------- |
| 1    | 神山雄一郎 | 栃木         | 第5回寬仁親王牌優勝・第38回競輪祭優勝                                         |
| 2    | 児玉広志   | 香川         | 第39回オールスター競輪優勝                                                    |
| 3    | 吉岡稔真   | 福岡         | KEIRINグランプリ'95優勝・第49回日本選手権競輪優勝・第47回高松宮記念杯競輪優勝 |
| 4    | 松本整     | 京都         |                                                                               |
| 151  | 海田和裕   | 三重         | 第12回全日本選抜競輪優勝                                                      |
| 6    | 十文字貴信 | 茨城         | アトランタ五輪1kmTT銅メダル                                                   |
| 171  | 小橋正義   | 岡山         |                                                                               |
| 8    | 三宅伸     | 岡山         |                                                                               |
| 191  | 後閑信一   | 群馬         |                                                                               |

## 競走内容
アトランタオリンピック1kmタイムトライアルで銅メダルを獲得した十文字が特例で出場。また、その十文字を同じくアトランタオリンピックに出場した神山がマークするということで、アトランタラインの結成が話題となった。
このレース、神山が圧倒的な人気を集め、車番連勝単式の最終オッズの1番人気は1-9で5.0倍、2番人気は1-3で10.1倍、3番人気は1-2で10.5倍であった。
選手紹介での並びは、十文字 - 神山のアトランタラインに後閑が3番手を固め、その後ろに単騎の児玉が追走。この他、三宅 - 小橋の同県ライン、単騎の吉岡をこれも単騎だった松本がマークして出来た九近即席ラインに、中近ラインを組めなかった海田は単騎の自力勝負を選択、といった流れに。
スタートは十文字が取る。3周目までに誘導員の後ろは、十文字 - 神山 - 後閑 - 児玉 - 吉岡 - 松本 - 海田 - 三宅 - 小橋 で落ち着く。
赤板（残り2周）あたりで三宅が動き出し、内に包まれた十文字は一旦下がって態勢を立て直す。打鐘が入って（残り1周半）十文字が先行態勢に入り、最終HS（残り1周）では外の十文字と内の三宅の叩きあいとなって、その外を吉岡が捲る形に。1センター（残り3/4周）あたりで十文字が主導権を握るも、最終BS（残り半周）で外からの吉岡の捲りに併せて神山が番手捲りを打つ。このとき小橋は神山の番手にもぐりこむ。
問題はここからで、2センター（残り1/4周）から最終4角（残り1/8周）にかけて、大量落車が発生する。
2センターの時点で神山が抜け出し、後を小橋が追う展開に。その後ろで吉岡が懸命の追走、続いて外から松本・児玉・十文字がほぼ併走状態、次に外から海田・三宅がほぼ並び、最後に後閑、となった。ちょうど2センター過ぎたあたりで十文字が急にバランスを崩して落車、そのあおりでほぼ真横の児玉・松本もドミノ倒しのように落車、さらに松本の前輪が吉岡の後輪に接触し吉岡も落車、外を捲った三宅も松本の落車のあおりを食らってスリップする形で落車、海田も落車した児玉の自転車に接触して落車、と4角あたりで6人が落車するという、グランプリ史上前代未聞の展開となった。
落車発生の時点で4角を過ぎていた神山と小橋の一騎討ちとなり、最後は小橋が差し切って優勝。2着は神山、3着はしんがりを走っていたため大外を避けて周って落車を免れた後閑、となった。
落車した6選手のうち松本、海田、十文字、三宅は起き上がって、審判員の注意も聞かずそこから自転車を担いで「かけっこ」しながらゴールした。なお、通常この位置で落車した場合、完走と認められるためには落車した地点で自転車に再乗し少なくともゴール手前30メートルまでは自転車を漕いでゴール線を跨ぐ必要があるものの、4人は「ゴール手前30メートル以内の落車の場合には、再乗しなくても自転車を担いでゴール線を跨げば完走が認められる」というルールと勘違いを起こしたために、自転車に再乗しなかったのであった。ただ、吉岡だけは、小橋、神山らがゴールしてさらにもう1周目を過ぎようとした時点で何とか起き上がり、自転車に再乗してそのままゴール。児玉は脳震盪のため起き上がれず、その場で担架に乗せられ病院へ運ばれた。
結果的に完走は4人とされ、小橋 - 神山（ - 後閑 - 吉岡）の組み合わせは車番連勝式では万車券となった。接触事故を起こしたとされた松本が失格、落車したが自転車に再乗してゴールした吉岡が4着、児玉が途中棄権、その他自転車を担いでゴールした3人は完走と認められず棄権扱いとされるなど、大荒れの結果となった。

## 競走結果
| 着順 | 選手       | 決まり手 | 上がりタイム・着差 |
| ---- | ---------- | -------- | ------------------ |
| 1    | 小橋正義   | 差       | 11秒5              |
| 2    | 神山雄一郎 | 捲       | 1輪                |
| 3    | 後閑信一   |          | 大差               |
| 4    | 吉岡稔真   |          | （落車再入）       |
| 棄   | 児玉広志   |          | （落車）           |
| 棄   | 海田和裕   |          | （落車）           |
| 棄   | 十文字貴信 |          | （落車）           |
| 棄   | 三宅伸     |          | （落車）           |
| 失   | 松本整     |          | （落車）           |

### 配当金額
| 車番連勝単式 | 7-1 | 11,710円 |
| 枠番連勝単式 | 5-1 | 3,750円  |
| 単勝式       | 7   | 4,730円  |
| 複勝式       | 7   | 350円    |
| 同           | 1   | 100円    |
| 同           | 9   | 220円    |

## エピソード
- 翌日のスポーツ新聞各紙には、『グ"乱"プリ』・『大波乱』・『転倒、転倒、転倒』・『大量落車』といった大見出しが踊り[4]、中には1面で取り扱った新聞もあった。

- 車券売上額が初めて100億円を突破した大会であり、現在まで1レースの売上額としても唯一の100億円超えかつ過去最高ともなっている。なお、目標の100億円も突破している。
  - 010億6443万7900円 - 本場
  - 083億0369万1800円 - 場外（35）
  - 012億7957万8300円 - 電話投票
  - 106億4770万8000円 - 計[5]

- シリーズ全体の目標額は200億円だったが、シリーズ三日間の売り上げは220億5971万8600円とこちらも目標を上回った。また、KEIRINグランプリシリーズとしても最高の売り上げ額となっている。